# Willy Hellpach

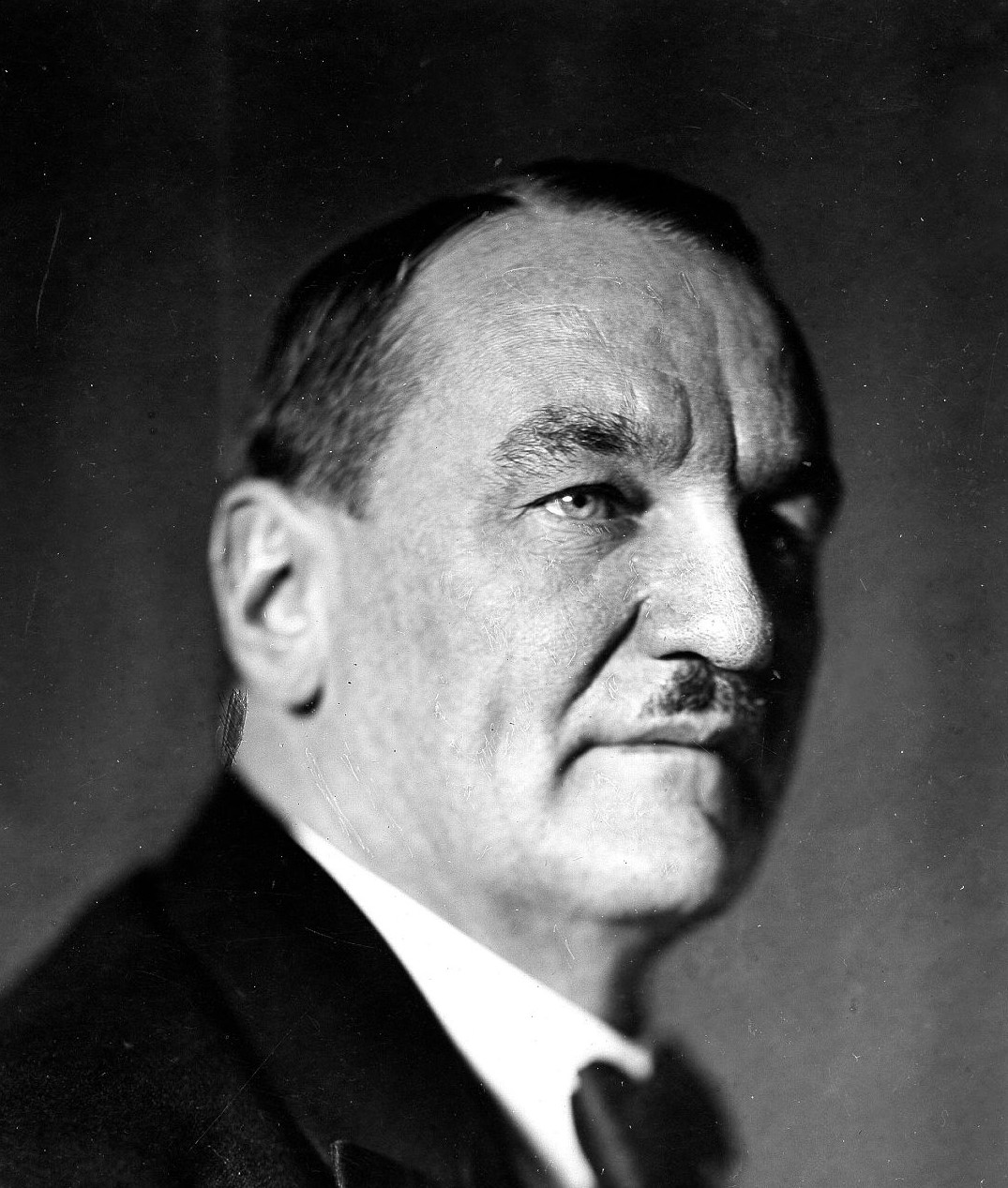
Willy Hellpach (1931). Foto von Elly Lisser

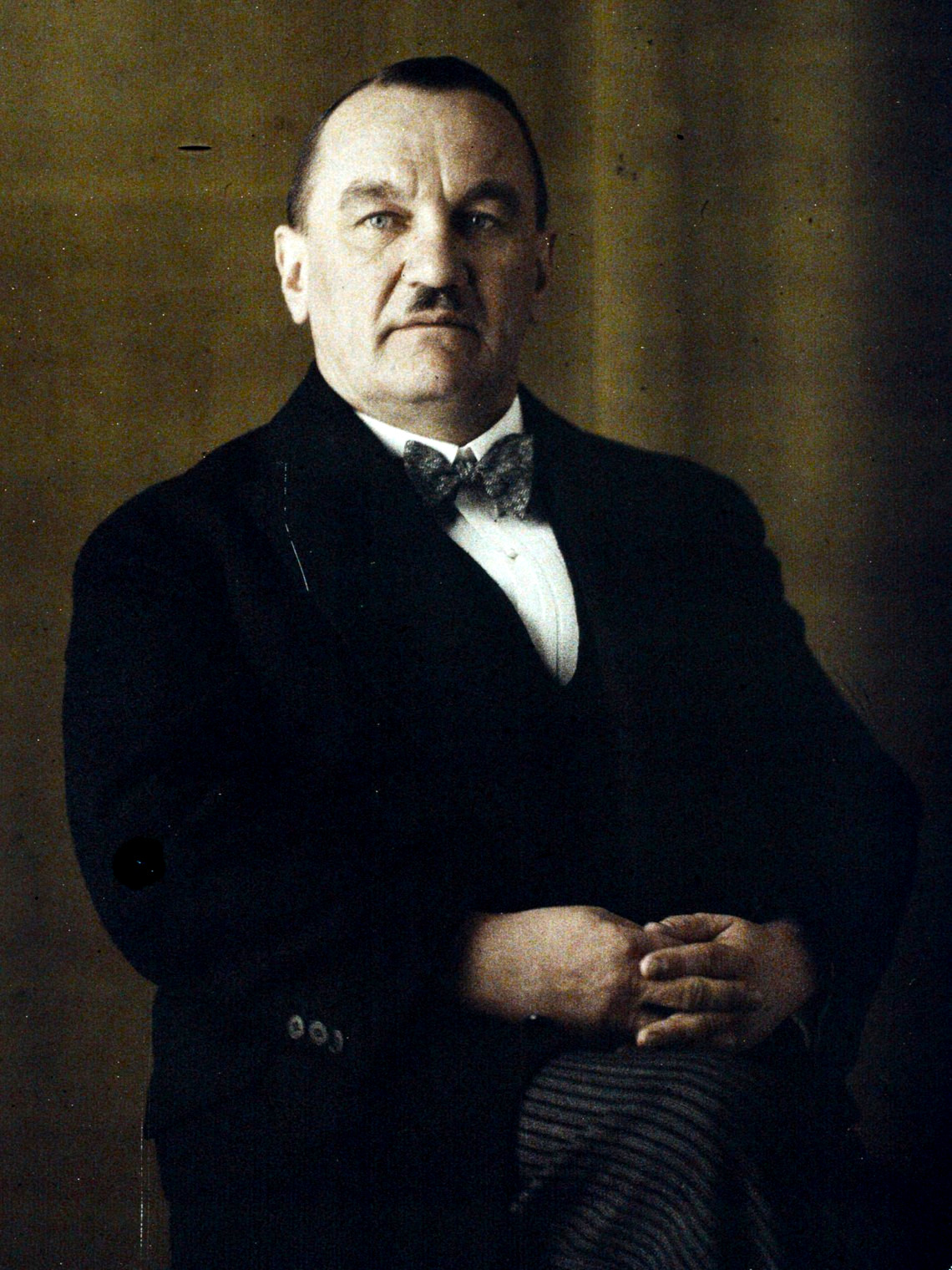
Willy Hellpach, 1931. Autochrom von Georges Chevalier.

Willy Hugo Hellpach (* 26. Februar 1877 in Oels, Provinz Schlesien, Deutsches Reich; † 6. Juli 1955 in Heidelberg; Pseudonym Ernst Gystrow) war ein deutscher Politiker, Journalist, Psychologe und Arzt. 1925 kandidierte er für die Deutsche Demokratische Partei (DDP) bei der Wahl zum Reichspräsidenten.

## Leben

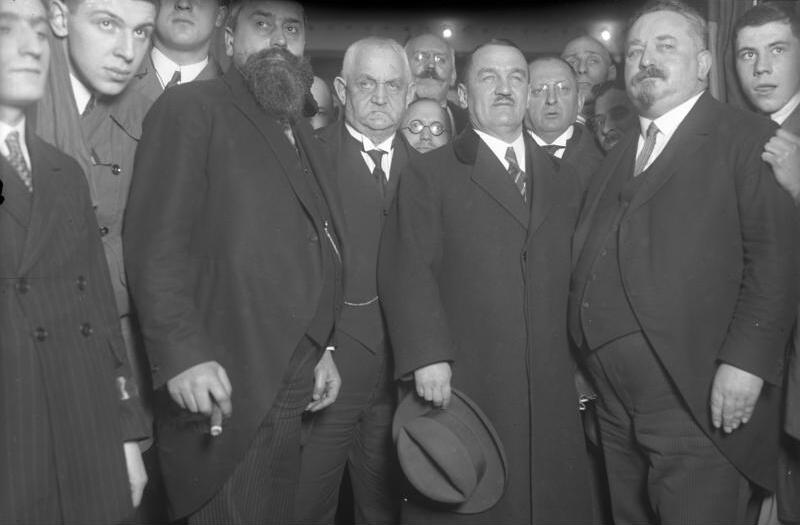
Willy Hellpach (mit Hut in der Hand) im Jahr 1931

Der Sohn des Gerichtskalkulators Hugo Hellpach und seiner Ehefrau Agnes, geb. Otto, legte 1895 in Landeshut sein Abitur ab und begann ein Medizinstudium an der Universität Greifswald. Ab 1897 war er außerdem an der Universität Leipzig zusätzlich in Psychologie matrikuliert, wo er bei Wilhelm Wundt studierte. Hellpach promovierte Ende 1899 mit dem Thema „Die Farbwahrnehmung im indirekten Sehen“ in Psychologie und 1903, betreut von Franz Nissl, mit „Analytische Untersuchungen zur Psychologie der Hysterie“ in Medizin. Zwischen 1901 und 1903 arbeitete er, vermittelt durch Wilhelm Wundt, an der Psychiatrischen Klinik in Heidelberg bei Emil Kraepelin und an der Berliner Nervenpoliklinik bei Hermann Oppenheim. In Berlin befasste er sich während seiner Weiterbildung zum Nervenarzt in einer kleinen Studie über „Soziale Ursachen und Wirkungen der Nervosität“ mit der Sozialätiologie der Nervosität, wie dies wenige Jahre zuvor bereits Richard von Krafft-Ebing getan hatte. In seiner Studentenzeit war er von Ferdinand Lassalle beeinflusst und schrieb zwischen 1898 und 1903 für die Sozialistischen Monatshefte. Seit 1903 schrieb er in der Berliner Tageszeitung Der Tag und blieb ihr bis 1922 treu.
1904 heiratete Hellpach in Prag die Kaufmannstochter Olga Klim (1880–1948); die Ehe blieb kinderlos. Hellpach praktizierte in der Folge als Nervenarzt in Karlsruhe, wo er sich 1906 an der Technischen Hochschule habilitierte, die ihn 1911 zum außerordentlichen Professor berief.
Im Ersten Weltkrieg diente er zunächst an der Westfront, später leitete er mehrere Nervenlazarette.
Im Krieg reifte sein Entschluss, sich politisch zu betätigen. Ab 1917 begann Hellpach als freier Mitarbeiter der Vossischen Zeitung zu schreiben. 1918 trat er der DDP bei. Für die Liberalen wurde er 1922 Unterrichtsminister sowie von 1924 bis 1925 turnusgemäß Staatspräsident in Baden und Chef des Kabinetts Hellpach. Zu seinen bleibenden bildungspolitischen Leistungen zählt, dass er die grundlegenden Verordnungen zum heute noch existierenden dualen Berufsausbildungssystem erließ.
Bei der Reichspräsidentenwahl 1925 kandidierte er im ersten Wahlgang für die DDP, er erhielt 5,8 % der Stimmen. Von 1925 bis 1933 veröffentlichte er auch in der Neuen Zürcher Zeitung. Von 1928 bis 1930 saß er im Reichstag, zog sich aber enttäuscht aus der Politik zurück. In der Deutschen Staatspartei fand er keine politische Heimat mehr.
Seit 1943 war er ordentliches Mitglied der Heidelberger Akademie der Wissenschaften. 1944 wurde er in die Leopoldina aufgenommen. Auch nach 1945 wurde er nicht mehr politisch aktiv.

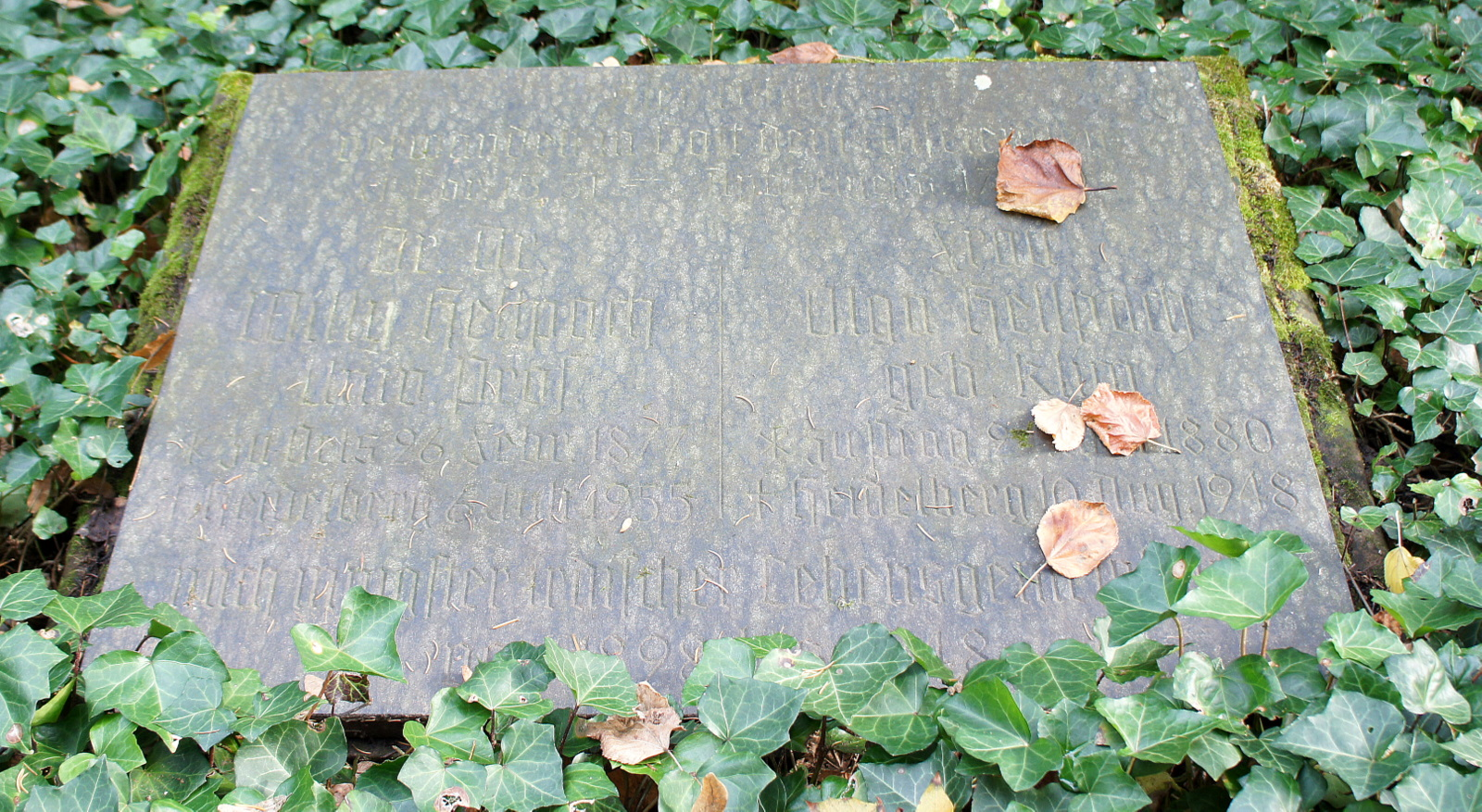
Hellpachs Grab auf dem Heidelberger Bergfriedhof

## Akademisches Werk
Vor 1902 publizierte Hellpach unter dem Pseudonym „Ernst Gystrow“. Später verfasste er, besonders nach 1925, einige teils umfangreiche Bücher zu geistes- und sozialwissenschaftlichen sowie politischen Themen. Zwei seiner am Pantheismus bzw. Panentheismus orientierten Bücher zeugen zudem von seinem Interesse an theologischen Fragen. Mit dem Begriff „Nosopsychom“ bezeichnete Hellpach Zeichen einer psychischen Störung, die im Zusammenhang mit einer körperlichen Erkrankung stehen und ist dementsprechend auch für die Geschichte der Psychosomatik bedeutend. Zukunftsweisend waren seine Abhandlungen auch für die Entwicklung des Fachgebietes der Medizinischen Psychologie in Deutschland, die bei ihm mit dem Begriff „Klinische Psychologie“ weitgehend gleichsetzbar ist. Mit den in seinem 1911 erschienenen Buch Die Geopsychischen Erscheinungen. Wetter, Klima und Landschaft in ihrem Einfluß auf das Seelenleben dargestellt entwickelten Ideen gilt er heute weltweit als Begründer der Umweltpsychologie.
Bereits bei psychiatrischen Patienten in geschlossenen Anstalten bekannte Symptome und Besonderheiten beschrieb er in Anlehnung an den Roman Der Zauberberg als „Zauberbergkrankheit“ auch für Tuberkulosepatienten, die sich längere Zeit in einer Heilanstalt aufenthalten.
Das Ideo-Realgesetz wurde von Willy Hellpach als Erweiterung des Carpenter-Effektes definiert: „Jeder subjektive Erlebnisinhalt schließt einen Antrieb zu seiner objektiven Verwirklichung ein.“
Auf dem Philosophenkongress in Garmisch-Partenkirchen 1947, dem ersten Philosophenkongress seit 1936, hielt er, so Johannes Hirschberger, „die schillernde geistreiche Prunkrede“.

## Ehrungen
Hellpach wurde 1952 die erste Wilhelm-Wundt-Medaille verliehen. Im gleichen Jahr erhielt er das Große Verdienstkreuz mit Stern der Bundesrepublik Deutschland. 1953 erhielt er die Paracelsus-Medaille der deutschen Ärzteschaft.
1973 wurde in Heidelberg die frühere städtische Handelslehranstalt nach ihm benannt. Die Willy-Hellpach-Schule ist ein Schulzentrum mit Wirtschaftsgymnasium, Berufsfachschule für Wirtschaft, Kaufmännischer Berufsschule und Dualem Berufskolleg für Abiturienten. Hier wird seit 2007 erstmals in Deutschland das Schulfach „Glück“ unterrichtet.

## Schriften (Auswahl)
- Prostitution und Prostituierte. Pan, Berlin 1905 (= Moderne Zeitfragen. Band 5).
- Die geistigen Epidemien. Rütten & Loening, Frankfurt am Main 1906 (= Die Gesellschaft. Band 11); Neuausgabe, mit einem Nachwort hrsg. von Heinz Schott. Books on Demand, Norderstedt 2022, ISBN 978-3-7534-9836-2.
- Das Pathologische in der modernen Kunst. Vortrag gehalten am 3. Oktober 1910 auf dem IV. Internationalen Kongreß für Irrenfürsorge zu Berlin. Winter, Heidelberg 1910.
- Die geopsychischen Erscheinungen. Die Menschenseele unter dem Einfluß von Wetter und Klima, Boden und Landschaft. Engelmann, Leipzig 1911; 8. Auflage, Enke, Stuttgart 1977, ISBN 3-432-82298-7 (ab 4. Auflage, 1935 als Geopsyche).
- Die Wesensgestalt der deutschen Schule. Quelle & Meyer, Leipzig 1925; 2. verb. Auflage, ebd. 1926.
- Politische Prognose für Deutschland. S. Fischer, Berlin 1928.
- Prägung. 12 Abhandlungen aus Lehre und Leben der Erziehung. Quelle & Meyer, Leipzig 1928.
- Zwischen Wittenberg und Rom. Eine Pantheodizee zur Revision der Reformation. S. Fischer, Berlin 1931.
- Das Wellengesetz unseres Lebens. Wegner, Hamburg 1941.
- Elementares Lehrbuch der Sozialpsychologie. Springer, Berlin 1933; 3. durchges. Auflage, Enke, Stuttgart 1951.
- Heilkraft und Schöpfung. Aus der Welt des Arztes und vom Geheimnis des Daseins. Reißner, Dresden 1934.
- Einführung in die Völkerpsychologie. Enke, Stuttgart 1938; 3., neubearbeitete Auflage, ebenda 1954.
- Mensch und Volk der Großstadt. Enke, Stuttgart 1939; 2., neubearbeitete Auflage, ebd. 1952.
- Deutsche Physiognomik. Grundlegung einer Naturgeschichte der Nationalgesichter. De Gruyter, Berlin 1942; 2. verm. Auflage, ebd. 1949.
- Sozialorganismen. Eine Untersuchung zur Grundlegung wissenschaftlicher Gemeinschaftslebenskunde. Barth, Leipzig 1944 (Digitalisat); 2. Auflage, Köln 1953 (als Der Sozialorganismus).
- Völkerentwicklung und Völkergeschichte unterm Walten und Wirken von bindendem Gesetz und schöpferischer Freiheit im Völkerseelenleben. Hippokrates, Stuttgart 1944.
- Sinne und Seele. 12 Gänge in ihrem Grenzdickicht. Enke, Stuttgart 1946.
- Klinische Psychologie. Stuttgart 1946; 2. Auflage, ebenda 1947.
- Tedeum. Laienbrevier einer Pantheologie. Wegner, Hamburg 1947.
- Das Denken in der Medizin. Thieme, Stuttgart 1948.
- Universitas litterarum. Gesammelte Aufsätze. Enke, Stuttgart 1948.
- Wirken in Wirren. Lebenserinnerungen. Eine Rechenschaft über Wert und Glück, Schuld und Sturz meiner Generation. 2 Bände. Wegner, Hamburg 1948/49.
- Pax Futura. Die Erziehung des friedlichen Menschen durch eine konservative Demokratie. Westermann, Braunschweig 1949.
- Grundriss der Religionspsychologie (Glaubensseelenkunde). Enke, Stuttgart 1951.
- Universelle Psychologie eines Genius – Goethe. Der Mensch und Mitmensch. Das Geschöpf im Schöpfer. Hain, Meisenheim 1952 (= Psychologia Universalis. Band 1).
- Der deutsche Charakter. Athenäum, Bonn 1954.